# Kobyła (Góry Izerskie)
Kobyła – szczyt 906 m n.p.m. w południowo-zachodniej Polsce, w Sudetach Zachodnich, w Górach Izerskich, w Grzbiecie Wysokim.

## Lokalizacja
Wzniesienie położone jest w Sudetach Zachodnich, w południowo-wschodniej części Gór Izerskich, na północny zachód od Przełęczy Szklarskiej, około 4,2 km na północny zachód od Jakuszyc.

## Charakterystyka
Wysunięte na południe wzniesienie w bocznym ramieniu Wysokiego Grzbietu Gór Izerskich, w kształcie wydłużonego kopulastego masywu  z niewyraźnie podkreślonym szczytem wyrastającym na północno-zachodnim zboczu Krogulca. Na zachód od szczytu występuje grupa granitowych bloków skalnych, Stary Zamek, dochodzących do kilku metrów wysokości. Wzniesienie i całe boczne ramie znajduje się w obrębie granitoidowego masywu karkonoskiego powstałego w karbonie. Wzniesienie zbudowane jest waryscyjskich granitów porfirowatych. Zbocze południowe stromo opada w kierunku Izery, zbocze południowo-wschodnie łagodnie opada, tworząc poniżej szczytu na wysokości 900 m n.p.m. niewielkie rozległe siodło a następnie przechodzi w północno-zachodnie zbocze Krogulca. Zbocze wschodnie minimalnie opada w stronę Rozdroża pod Cichą Równią. Południowo-wschodnim zboczem wzniesienia przebiega Stara Droga Celna łącząca w XVIII–XIX w. huty szkła w: Białej Dolinie, Orle i Harrachovie. Położenie góry w oraz kształt góry z niewyraźną częścią szczytową, czynią górę trudno rozpoznawalną w terenie.
Zbocza i szczyt w całości zalesione lasem świerkowym.

## Inne
- W latach 80. XX wieku w górnych partiach szczytu w wyniku klęski ekologicznej, wywołanej zanieczyszczeniem powietrza, został całkowicie zniszczony las monokultury świerkowej, zaszczepiony w XIX wieku. Obecnie na stokach w miejscu zniszczonego lasu rośnie młode pokolenie drzew, o klęsce przypominają jedynie wystające ponad młodnik obumarłe kikuty drzew.
- Około 6,5 km na południowy wschód od szczytu położone jest czeskie miasto Harrachov.

## Ciekawostka
- Grupa granitowych bloków skalnych na szczycie wzniesienia jest ostańcem mocno ponacinanym głębokimi szczelinami erozyjnymi. Końcowe modelowanie wzniesienia nastąpiło w czwartorzędzie w okresie ostatniego zlodowacenia.
- Na jednej ze skał grupy skalnej "Stary Zamek" Will Erich Peuckert etnolog i znawca folkloru Gór Izerskich odnalazł wykuty w skale stary znak waloński, krzyż "Andrew".

## Turystyka
Na szczyt w obręb skał nie prowadzą szlaki turystyczne.
- czerwony –  przechodzący zachodnim podnóżem szczytu  prowadzi z Orle do Chatki Górzystów.
- do grupy skałek w pobliżu szczytu prowadzi północno-zachodnim zboczem ścieżka z Kobylej Łąki.
- Ze skałek roztacza się rozległa panorama na Góry Izerskie.